# San Giacomo visitato dalla Vergine
San Giacomo visitato dalla Vergine è un dipinto di Francisco Bayeu. Eseguito nel 1760, è conservato nella National Gallery di Londra.

## Descrizione
Si tratta dell'episodio in cui san Giacomo il Maggiore, ritenuto il primo evangelizzatore della Spagna, durante il passaggio nella futura Saragozza, fu visitato dalla Vergine, che gli donò una statuetta raffigurante la sua stessa immagine e una colonna su cui posarla, episodio che portò alla fondazione della Cattedrale come luogo in cui ospitare l'oggetto. Qui a portare la statua e la colonna sono due gruppi di angeli e putti sulla sinistra della composizione. Lo stile dell'opera è debitore verso gli affreschi nella medesima cattedrale eseguiti da Antonio González Velázquez e in generale della pittura dell'italiano Corrado Giaquinto, attivo a Madrid dal 1753 e molto ammirato dal Bayeu. Alcune parti dell'opera hanno uno scarso livello di rifinitura, e questo potrebbe farla ritenere un bozzetto per un'opera di maggiori dimensioni. Più probabilmente, si potrebbe invece trattare di un autonomo dipinto di piccole dimensioni destinato a devozione privata.